# Lista de episódios de Grey's Anatomy
Grey's Anatomy é uma série de televisão americana de drama médico que estreou na American Broadcasting Company (ABC) como uma substituição no meio da temporada em 27 de março de 2005. A série enfoca a vida fictícia de residentes e internos cirúrgicos enquanto eles evoluem para médicos experientes enquanto tentam manter vidas pessoais. A premissa do programa se originou com Shonda Rhimes, que atua como produtora executiva, juntamente com Betsy Beers, Mark Gordon, Krista Vernoff, Rob Corn, Mark Wilding e Allan Heinberg. A série foi criada para ser racialmente diversa, utilizando uma técnica de escolha de livre elenco. É filmado principalmente em Los Angeles. O título do programa é uma brincadeira com Gray's Anatomy, o livro clássico de anatomia humana.
Os episódios são transmitidos nas noites de quinta-feira desde a terceira temporada. As duas primeiras temporadas foram ao ar depois de Desperate Housewives no horário de domingo às 22:00. Todos os episódios têm aproximadamente quarenta e três minutos, excluindo os comerciais, e são transmitidos em alta definição e standard.
Grey's Anatomy estava entre os dez programas de maior audiência nos Estados Unidos, da primeira à quarta temporada. Os episódios do programa ganharam vários prêmios, incluindo um Globo de Ouro de melhor série dramática, um People's Choice Award de drama de TV favorito, e múltiplos NAACP Image Awards de Melhor Série Dramática. Desde sua estreia, a Buena Vista Home Entertainment distribui todas as temporadas em DVD. Houve vários episódios especiais recapitulando eventos de episódios anteriores e duas séries de webisódios.
Em 20 de abril de 2018, a ABC renovou oficialmente Grey's Anatomy para uma décima quinta temporada, tornando-se o drama mais antigo de todos os tempos da rede. Em 10 de maio de 2019, a ABC renovou o programa para uma décima sexta e décima sétima temporada.
Em 3 de junho de 2021, 380 episódios de Grey's Anatomy foram ao ar, incluindo cinco especiais.

## Resumo
| Temporada | Temporada | Episódios | Episódios | Originalmente exibido  | Originalmente exibido |
| Temporada | Temporada | Episódios | Episódios | Estreia da temporada   | Final da temporada    |
| --------- | --------- | --------- | --------- | ---------------------- | --------------------- |
|           | 1         | 9         | 9         | 27 de março de 2005    | 22 de maio de 2005    |
|           | 2         | 27        | 27        | 25 de setembro de 2005 | 15 de maio de 2006    |
|           | 3         | 25        | 25        | 21 de setembro de 2006 | 17 de maio de 2007    |
|           | 4         | 17        | 17        | 27 de setembro de 2007 | 22 de maio de 2008    |
|           | 5         | 24        | 24        | 25 de setembro de 2008 | 14 de maio de 2009    |
|           | 6         | 24        | 24        | 24 de setembro de 2009 | 20 de maio de 2010    |
|           | 7         | 22        | 22        | 23 de setembro de 2010 | 19 de maio de 2011    |
|           | 8         | 24        | 24        | 22 de setembro de 2011 | 17 de maio de 2012    |
|           | 9         | 24        | 24        | 27 de setembro de 2012 | 16 de maio de 2013    |
|           | 10        | 24        | 24        | 26 de setembro de 2013 | 15 de maio de 2014    |
|           | 11        | 25        | 25        | 25 de setembro de 2014 | 14 de maio de 2015    |
|           | 12        | 24        | 24        | 24 de setembro de 2015 | 19 de maio de 2016    |
|           | 13        | 24        | 24        | 22 de setembro de 2016 | 18 de maio de 2017    |
|           | 14        | 24        | 24        | 28 de setembro de 2017 | 17 de maio de 2018    |
|           | 15        | 25        | 25        | 27 de setembro de 2018 | 16 de maio de 2019    |
|           | 16        | 21        | 21        | 26 de setembro de 2019 | 9 de abril de 2020    |
|           | 17        | 17        | 17        | 12 de novembro de 2020 | 3 de junho de 2021    |
|           | 18        | 20        | 20        | 30 de setembro de 2021 | 26 de maio de 2022    |
|           | 19        | 20        | 20        | 6 de outubro de 2022   | 18 de maio de 2023    |
|           | 20        | 10        | 10        | 14 de março de 2024    | 30 de maio de 2024    |
|           | 21        | 18        | 18        | 26 de setembro de 2024 | 15 de maio de 2025    |

## Especiais
| N.º | Título                       | Narrado por                             | Exibido entre                                           | Exibição original      | Audiência (milhões) |
| --- | ---------------------------- | --------------------------------------- | ------------------------------------------------------- | ---------------------- | ------------------- |
| 1   | "Straight to the Heart"      | Steven W. Bailey como Joe, o Bartender  | "Grandma Got Run Over By a Reindeer" Begin the Begin"   | 8 de janeiro de 2006   | 16.30               |
| 2   | "Under Pressure"             | Steven W. Bailey como Joe, o Bartender  | "The Name of the Game" Blues for Sister Someone"        | 23 de abril de 2006    | 14.60               |
| 3   | "Complications of the Heart" | Steven W. Bailey como Joe, o Bartender  | "Losing My Religion" Time Has Come Today"               | 21 de setembro de 2006 | 13.70               |
| 4   | "Every Moment Counts"        | Jeffrey Dean Morgan como Denny Duquette | "My Favorite Mistake" Time After Time"                  | 12 de abril de 2007    | 12.60               |
| 5   | "Come Rain or Shine"         | Editores da People                      | "Didn't We Almost Have It All?" A Change is Gonna Come" | 19 de setembro de 2007 | 7.10                |

## Webisodes

### Seattle Grace: On Call
| N.º | Título                          | Dirigido por    | Escrito por     | Exibição original      |
| --- | ------------------------------- | --------------- | --------------- | ---------------------- |
| 1   | "Seattle Grace: On Call Part 1" | David Greenspan | Chris Van Dusen | 19 de novembro de 2009 |
| 2   | "Seattle Grace: On Call Part 2" | David Greenspan | Chris Van Dusen | 3 de dezembro de 2009  |
| 3   | "Seattle Grace: On Call Part 3" | David Greenspan | Austin Guzman   | 10 de dezembro de 2009 |
| 4   | "Seattle Grace: On Call Part 4" | Susan Vaill     | Chris Van Dusen | 17 de dezembro de 2009 |
| 5   | "Seattle Grace: On Call Part 5" | Susan Vaill     | Austin Guzman   | 14 de janeiro de 2010  |
| 6   | "Seattle Grace: On Call Part 6" | Susan Vaill     | Chris Van Dusen | 21 de janeiro de 2010  |

### Seattle Grace: Message of Hope
| N.º | Título          | Dirigido por    | Escrito por     | Exibição original      |
| --- | --------------- | --------------- | --------------- | ---------------------- |
| 1   | "No Comment"    | Kevin McKidd    | Chris Van Dusen | 14 de outubro de 2010  |
| 2   | "Take One"      | Kevin McKidd    | Chris Van Dusen | 21 de outubro de 2010  |
| 3   | "The Face"      | David Greenspan | Chris Van Dusen | 28 de outubro de 2010  |
| 4   | "Nerves"        | David Greenspan | Miguel Nolla    | 4 de novembro de 2010  |
| 5   | "Award-Winning" | Kevin McKidd    | Chris Van Dusen | 11 de novembro de 2010 |
| 6   | "The Sizzle"    | Kevin McKidd    | Tim Day         | 18 de novembro de 2010 |

### Grey's Anatomy: B-Team
| N.º | Título          | Dirigido por | Escrito por         | Exibição original     |
| --- | --------------- | ------------ | ------------------- | --------------------- |
| 1   | "Episode One"   | Sarah Drew   | Barbara Kaye Friend | 11 de janeiro de 2018 |
| 2   | "Episode Two"   | Sarah Drew   | Barbara Kaye Friend | 11 de janeiro de 2018 |
| 3   | "Episode Three" | Sarah Drew   | Barbara Kaye Friend | 11 de janeiro de 2018 |
| 4   | "Episode Four"  | Sarah Drew   | Barbara Kaye Friend | 11 de janeiro de 2018 |
| 5   | "Episode Five"  | Sarah Drew   | Barbara Kaye Friend | 11 de janeiro de 2018 |
| 6   | "Episode Six"   | Sarah Drew   | Barbara Kaye Friend | 11 de janeiro de 2018 |